# غونار أندرسون
غونار أنديرسون (14 أغسطس 1928 في أرفيكا - (1 أكتوبر 1969 (41 سنة)

) في مرسيليا) (بالإنجليزية: Gunnar Andersson)‏ لاعب كرة قدم سويدي راحل كان يجيد اللعب في مركز المهاجم .
لعب أنديرسون في أندية غوتيبورغ (1949-1950) كوبينهاغن الدنماركي (1950) مرسيليا الفرنسي (1950-1958) مونبلييه الفرنسي (1958) بوردو الفرنسي (1958-1960) أيكس (1960-1961) كالو وهران الفرنسي (1961-1962) غينياك الفرنسي (1962-1963) أرفيكا (1964) .
استطاع أنديرسون أن يسجل 169 هدف في 220 مباراة مع نادي مرسيليا حيث توج هدافا لبطولة دوري الدرجة الأولى موسمي 1951/1952 و1952/1953 .
على الرغم من تحقيقه للنجاح الباهر في فرنسا إلا أنه لم يشارك مع منتخب السويد بسبب قوانين اتحاد السويد لكرة القدم التي تنص على عدم استدعاء أي لاعب محترف خارج السويد وهذا الأمر ينطبق على أنديرسون وغونار نوردال . على الرغم من ذلك فإن أنديرسون اكتسب الجنسية الفرنسية في سنة 1954 وشارك مع منتخب فرنسا الرديف في مباراة واحدة ولكن لم يتم استدعائه مجددا .
توفي أنديرسون في سنة 1969 في حادث سيارة حيث كان متوجها إلى ملعب فيلودروم من أجل مشاهدة المباراة التي تجمع بين مرسيليا ودوكلا براغ التشيكوسلوفاكي ضمن بطولة كأس أبطال الكؤوس الأوروبي .

## روابط خارجية
- غونار أندرسون على موقع قاعدة بيانات كرة القدم.إي يو (الإنجليزية)
- غونار أندرسون على موقع ليكيب (الفرنسية)